# Ляпино (Смоленская область)
Ляпино — деревня в Смоленской области России, в Гагаринском районе. Население — 9 жителей (2007 год). Расположена в северо-восточной части области в 10 км к северо-западу от Гагарина, на берегу реки Водовка, в 6,5 км к северу от станции Василисино на железнодорожной ветке Москва — Минск. Входит в состав Родомановского сельского поселения.

## Известные люди
Александр Иванович Жестков (1918—2022) — Герой Советского Союза, гвардии старший лейтенант, командир звена 5-го гвардейского минно-торпедного авиационного полка 1-й минно-торпедной авиационной дивизии Военно-воздушных сил Черноморского флота.